# 向市場駅
向市場駅（むかいちばえき）は、静岡県浜松市天竜区水窪町地頭方にある、東海旅客鉄道（JR東海）飯田線の駅である。

## 歴史
- 1955年（昭和30年）11月11日：国鉄飯田線の佐久間 - 大嵐間経路変更に伴い、新線上に開業[1][2]。旅客駅[2]。
- 1971年（昭和46年）12月1日：駅員無配置駅となる[3]。
- 1987年（昭和62年）4月1日：国鉄分割民営化により、東海旅客鉄道の駅となる[2][4]。

## 駅構造
単式ホーム1面1線を有する地上駅である。中部天竜駅管理の無人駅である。
ホーム上に待合室が設置されている。

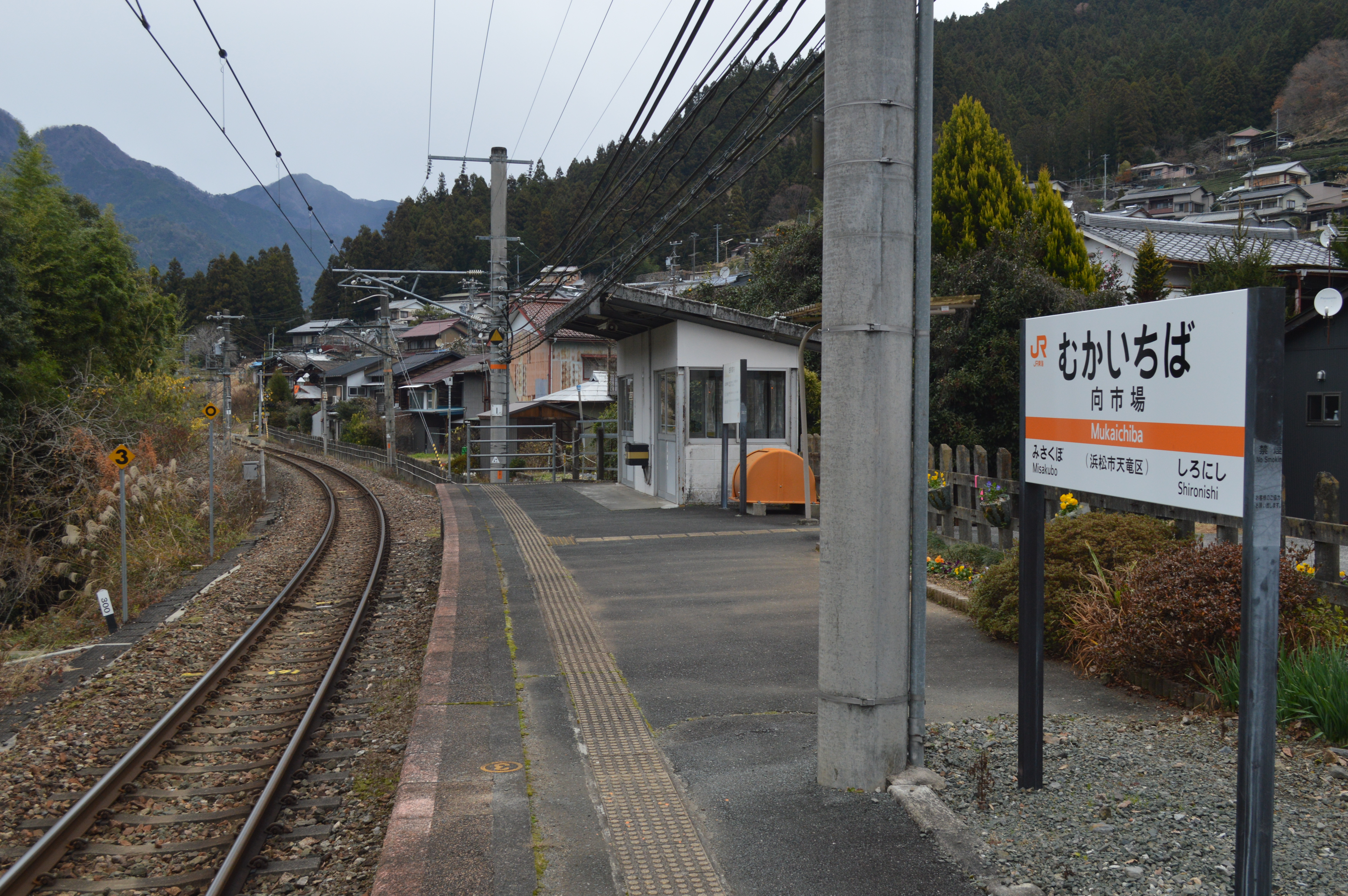
ホーム（2019年12月）

## 利用状況
「静岡県統計年鑑」によると、2021年度（令和3年度）の1日平均乗車人員は4人である。
「静岡県統計年鑑」および「浜松市統計書」によると、1993年度（平成5年度）以降の推移は以下のとおりである。なお、2001年度（平成13年度）- 2006年度（平成18年度）の統計は非公表である。
| 乗車人員推移       | 乗車人員推移     | 乗車人員推移 |
| 年度               | 1日平均 乗車人員 | 出典         |
| ------------------ | ---------------- | ------------ |
| 1993年（平成05年） | 53               | [ 5 ]        |
| 1994年（平成06年） | 50               | [ 5 ]        |
| 1995年（平成07年） | 45               | [ 5 ]        |
| 1996年（平成08年） | 38               | [ 5 ]        |
| 1997年（平成09年） | 38               | [ 5 ]        |
| 1998年（平成10年） | 33               | [ 5 ]        |
| 1999年（平成11年） | 31               | [ 5 ]        |
| 2000年（平成12年） | 31               | [ 5 ]        |
| 2001年（平成13年） | 非公表           | [ 5 ]        |
| 2002年（平成14年） | 非公表           | [ 5 ]        |
| 2003年（平成15年） | 非公表           | [ 5 ]        |
| 2004年（平成16年） | 非公表           | [ 5 ]        |
| 2005年（平成17年） | 非公表           | [ 5 ]        |
| 2006年（平成18年） | 非公表           | [ 5 ]        |
| 2007年（平成19年） | 20               | [ 6 ]        |
| 2008年（平成20年） | 19               | [ 7 ]        |
| 2009年（平成21年） | 17               | [ 8 ]        |
| 2010年（平成22年） | 16               | [ 5 ]        |
| 2011年（平成23年） | 12               | [ 5 ]        |
| 2012年（平成24年） | 11               | [ 5 ]        |
| 2013年（平成25年） | 12               | [ 5 ]        |
| 2014年（平成26年） | 14               | [ 5 ]        |
| 2015年（平成27年） | 13               | [ 5 ]        |
| 2016年（平成28年） | 10               | [ 5 ]        |
| 2017年（平成29年） | 9                | [ 5 ]        |
| 2018年（平成30年） | 7                | [ 5 ]        |
| 2019年（令和元年） | 5                | [ 5 ]        |
| 2020年（令和02年） | 3                | [ 5 ]        |
| 2021年（令和03年） | 4                | [ 5 ]        |

## 駅周辺
- 浜松市立水窪中学校
- 浜松市水窪総合体育館
- 水窪川
- 高根城趾[1]
- 静岡県道389号水窪森線
- 国道152号
- 浜松市自主運行バス北遠本線「水窪橋」停留所
- 水窪ふれあいバス門桁線「向市場」バス停（火木のみ）

## 隣の駅
東海旅客鉄道（JR東海）
CD 飯田線
■快速
通過
■普通
城西駅 - 向市場駅 - 水窪駅